# Burmannia chinensis
Burmannia chinensis là một loài thực vật có hoa trong họ Burmanniaceae. Loài này được Gand. mô tả khoa học đầu tiên năm 1919.